# Włodzimierz Smolarek
Włodzimierz Wojciech Smolarek, né le 16 juillet 1957 à Aleksandrów Łódzki et mort le 7 mars 2012 dans la même ville, est un footballeur international polonais. Il joue au poste d'avant-centre du milieu des années 1970 au milieu des années 1990. 
Il compte soixante sélections pour treize buts marqués en sélection polonaise. Il dispute deux Coupes du monde en 1982 en Espagne et en 1986 au Mexique. 
Son fils Euzebiusz Smolarek est également international polonais.

## Biographie

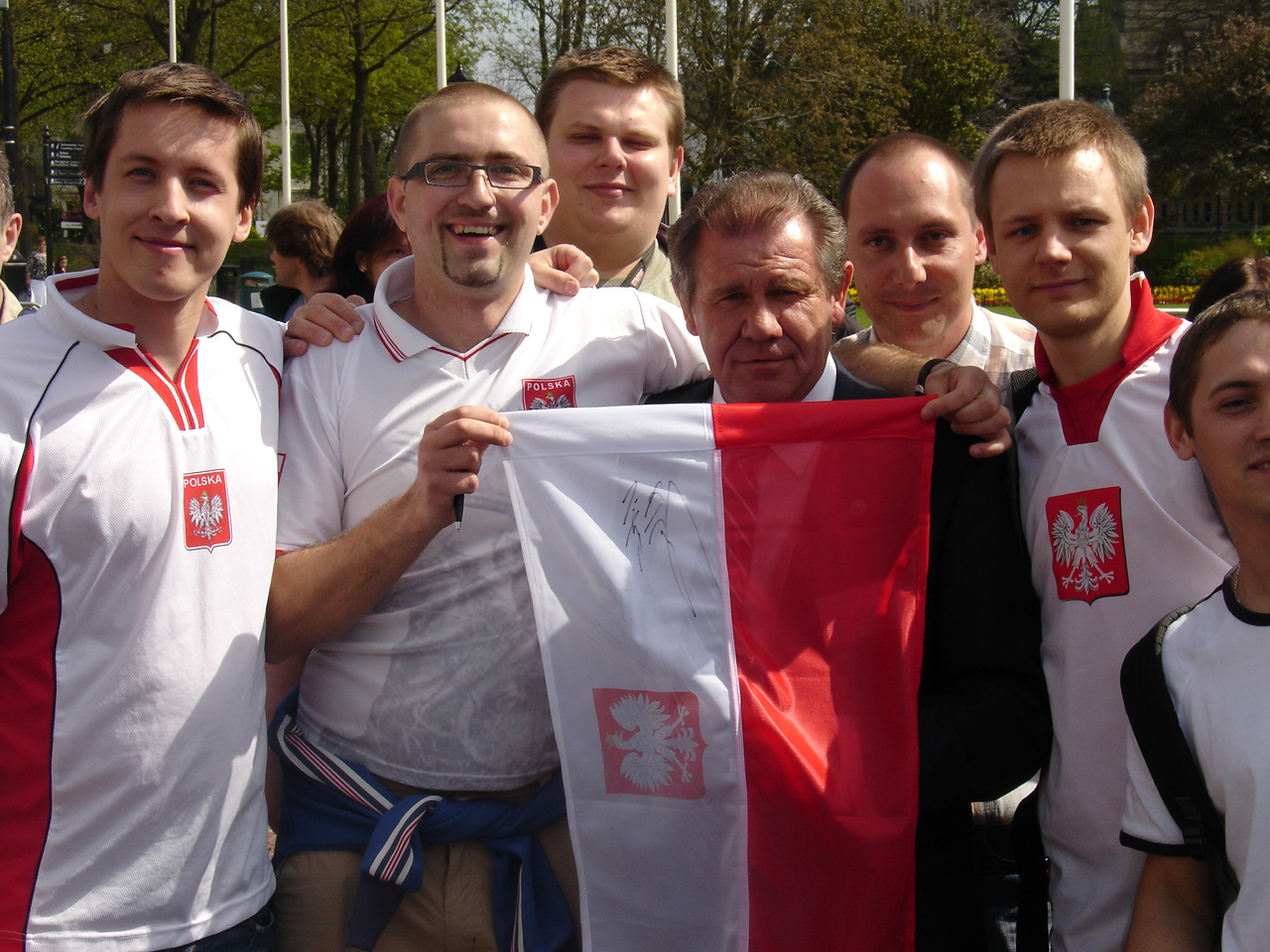
Włodzimierz Smolarek en 2007 avec des supporters polonais

## Palmarès
- Champion de Pologne en 1981 et 1982 avec le Widzew Łódź.
- Vice-champion de Pologne en 1980, 1983, 1984 avec le Widzew Łódź.
- Vainqueur de la Coupe de Pologne en 1985 avec le Widzew Łódź.
- Vainqueur de la Coupe d'Allemagne en 1988 avec l'Eintracht Francfort.

- 60 sélections et 13 buts avec l'équipe de Pologne entre 1980 et 1992[1].

- Footballeur polonais de l'année en 1984 et 1986.